# کاج نوئل گلن
پیکئا گلهنی (نام علمی: Picea glehnii) نام یک گونه از سرده کاج نوئل است.

## نگارخانه

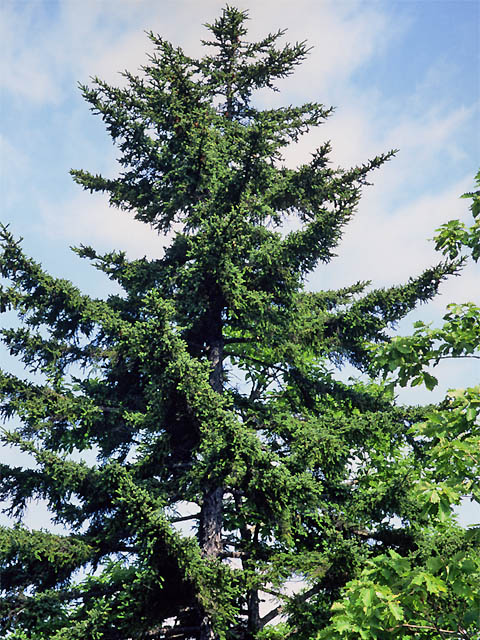